# Nupserha pseudinfantula
Nupserha pseudinfantula là một loài bọ cánh cứng trong họ Cerambycidae.